# Suka Maju Mohili
Suka Maju Mohili is een bestuurslaag in het regentschap Nias Selatan van de provincie Noord-Sumatra, Indonesië. Suka Maju Mohili telt 485 inwoners (volkstelling 2010).